# Ventilagineae
Ventilagineae sind eine Tribus in der Familie der Kreuzdorngewächse (Rhamnaceae), der zwei Gattungen zugeordnet sind. Die Vertreter der Tribus wachsen in den Tropen der Alten Welt. 

## Beschreibung
Die Vertreter der Tribus bilden meist kletternde Sträucher, seltener kleine Bäume. Sie sind unbewehrt, Ranken fehlen. Die Äste sind nicht biegsam und unbehaart. Die Laubblätter wachsen wechselständig und haben eine gefiederte Aderung. Die Nebenblätter fallen früh ab. Als Blütenstände werden doldenförmige Zymen, Büschel oder achsel- oder endständige Rispen gebildet. Die Einzelblüten haben einen ausgebreiteten Kelch. Kronblätter sind vorhanden oder können fehlen. Der Fruchtknoten ist zweifächrig, halb-unterständig bis unterständig und mehr oder weniger im Diskus eingesunken. Der Diskus ist fleischig, warzig und gibt Nektar ab. Der Griffel hat zwei narbenähnliche Lappen, oder er hat zwei Enden mit getrennten Narben. Die Früchte ähneln Flügelnüssen, die sich nicht öffnen, oder es sind sich öffnende Kapseln mit einem Anhängsel an der Spitze. Die Samen haben kein Endosperm. Die äußere Pollenwand (Exine) ist gerunzelt oder durchlöchert.
Die Chromosomenzahl beträgt 2n = 24.

## Verbreitung
Die Vertreter der Tribus wachsen in den Tropen der Alten Welt.

## Systematik und Forschungsgeschichte
Ventilagineae ist eine der elf Tribus der Familie der Kreuzdorngewächse (Rhamnaceae) mit Ventilago Gaertn. als Typus-Gattung. Der Tribus werden zwei Gattungen zugeordnet:
- Smythea Seem. ex A.Gray
- Ventilago Gaertn.

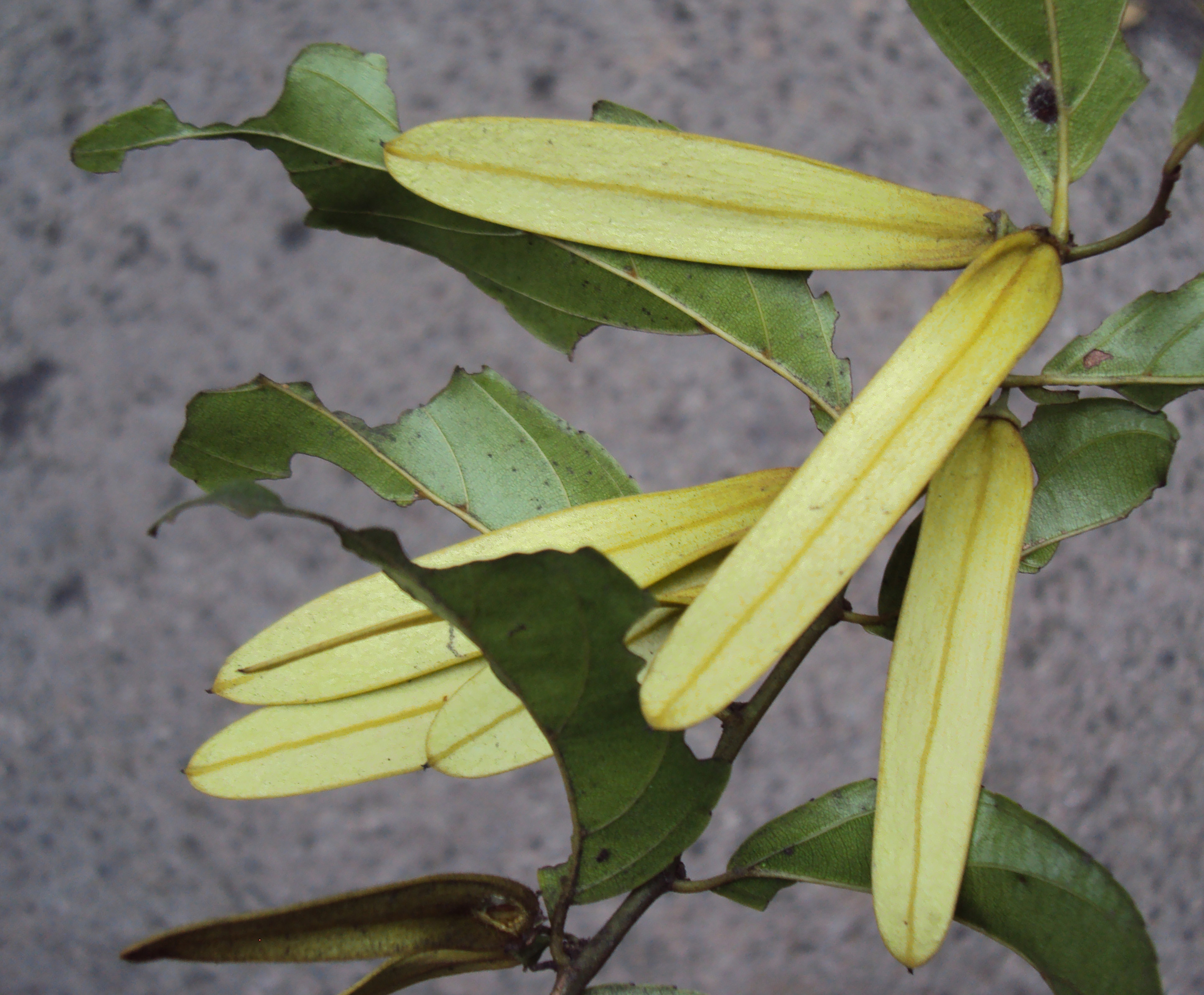
Früchte von Ventilago maderaspatana
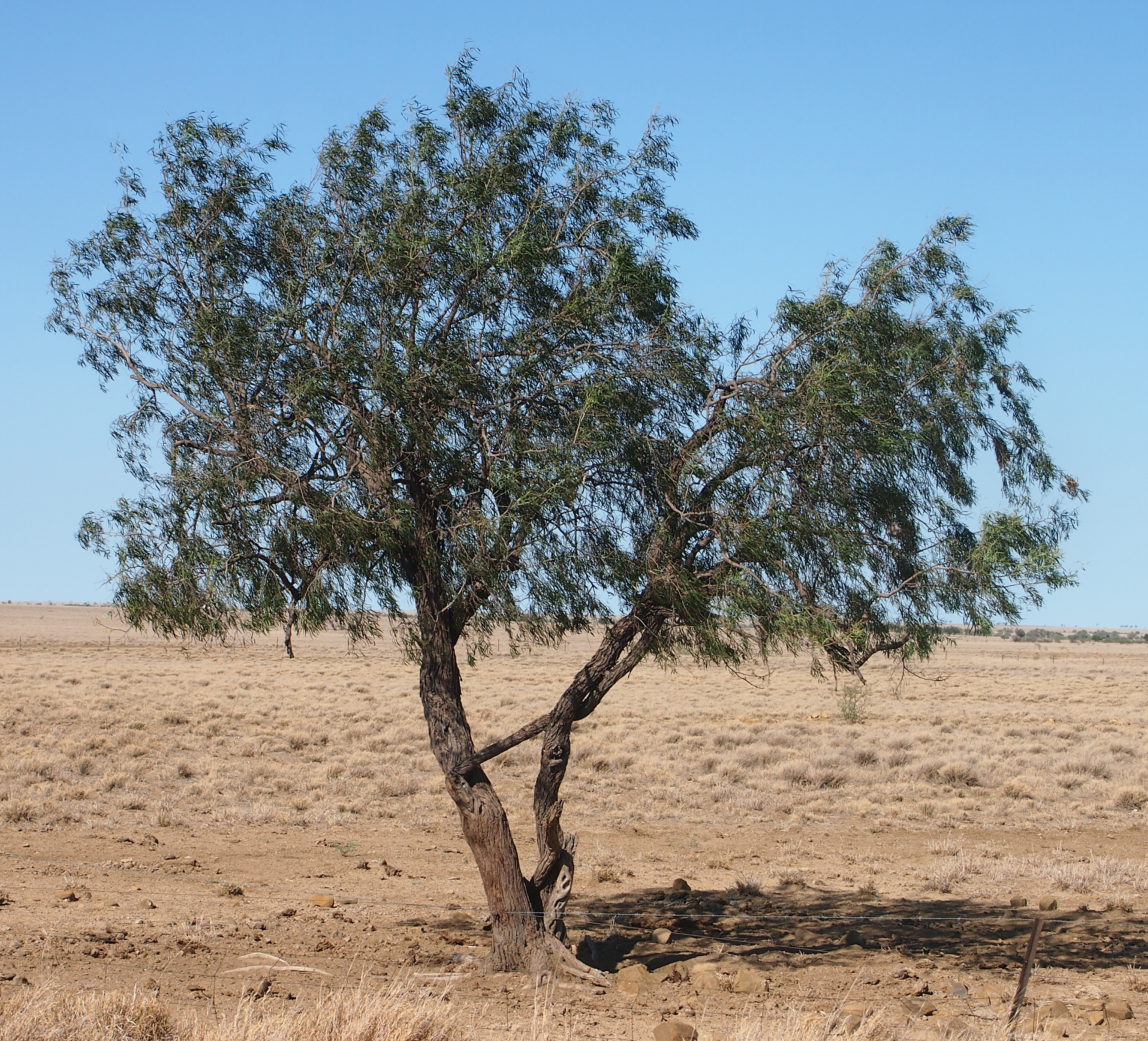
Baumförmig wachsendes Exemplar von Ventilago viminalis